# Chrysanthemum × morifolium
Chrysanthemum × morifolium è un specie di pianta erbacea perenne della famiglia delle Asteraceae.